# Björn Söderberg
Björn Mikael Söderberg (* 1. April 1958; † 12. Oktober 1999 in Stockholm) war ein Mitglied der schwedischen anarchosyndikalistischen Gewerkschaft Sveriges Arbetares Centralorganisation, das in Sätra, einem Ortsteil von Stockholm, von Neonazis ermordet wurde.

## Leben
Björn Söderberg war Mitglied der Sveriges Arbetares Centralorganisation, einer syndikalistischen Gewerkschaft. Während seiner Tätigkeit als Lagerarbeiter für Büroartikel stellte er fest, dass sich unter seinen Kollegen viele Neonazis befanden, und gab dem schwedischen Nachrichtenmagazin Arbetaren einen Hinweis auf die Nazi-Vergangenheit seines Kollegen und Vertrauensmanns der Gewerkschaft Robert Vesterlund. Dieser Hinweis führte zu einem Zeitungsartikel vom 16. September 1999, in dem diese Problematik thematisiert wurde. Daraufhin gab Robert Vesterlund seine Posten als Gewerkschaftsmitglied auf und kündigte seine Stelle.

## Tod
Dies motivierte Hampus Hellekant und Jimmy Niklasson, beide mit Verbindungen zur schwedischen Nazi-Organisation Nationell Ungdom, und Björn Lindberg-Hernlund am 12. Oktober, Björn Söderberg beim Verlassen seiner Wohnung zu erschießen.
Hampus Hellekant und Björn Lindberg-Hernlund wurden vor Gericht für den Mord an Björn Söderberg verurteilt, Jimmy Niklasson wegen „skyddande av brottsling, grovt vapenbrott, och förberedels“ (etwa: Vorbereitung von und Mithilfe bei einer schweren Gewalttat).

## Gedenken
Am 23. Oktober 1999 versammelten sich 20.000 Menschen auf dem Medborgarplatsen zu einer antifaschistischen Demonstration und der 12. Oktober wurde in Schweden zum Tag der Zivilcourage ernannt. An diesem Tag wurde der Preis für Zivilcourage in Gedenken am Mord von Söderberg verliehen.